# وحشت در خیابان‌ها
وحشت در خیابان‌ها (به انگلیسی: Panic in the Streets) فیلم نوآر سیاه و سفید به کارگردانی الیا کازان محصول سال ۱۹۵۰ است.

## شرح فیلم
فیلمی از دوره اولیه کازان با دو بازیگر متخصص نقش‌های خشن (ریچارد ویدمارک و جک پالانس) و یک تمثیل پردازی سیاسی ماهرانه: آلودگی‌هایی که از خارج آمریکا می‌آیند و موش‌های کثیف انسان نمایی که آن را منتقل می‌کنند.

## داستان
خلاصه داستان: «دکتر کلینتن رید» (ویدمارک) پزشک وظیفه‌شناسی در شهر نیواورلیانز است که باید هر چه زودتر جلوی شیوع طاعون را که باعث وحشت مقامات شهر شده‌است، بگیرد.

## بازیگران
- ریچارد ویدمارک
- پال داگلاس
- باربارا بل گدس
- جک پالانس

1. ↑  Memo from Darryl F Zanuck to Eliza Kazan 1 July 1952, Memo from Darryl F. Zanuck, Grove Press, 1993 p 214